# Badfinger

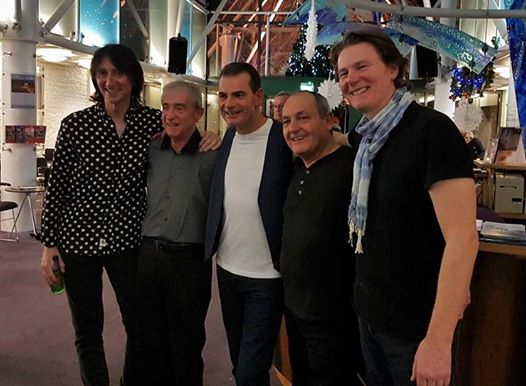
Badfinger

Badfinger was een van de eerste Britse powerpopgroepen. Hun grootste populariteit hadden ze begin jaren zeventig, tot de dood van leadzanger Pete Ham in 1975. De groep had hits met Come and get it, No matter what en Day after day, maar is vooral bekend van zijn tragische geschiedenis die wordt gekenmerkt door slechte promotie, oneerlijk management en de zelfmoord van twee leden. Hun nummer Without you werd wereldberoemd in de uitvoeringen van Nilsson en Mariah Carey.

## Biografie

### The Iveys
Badfinger ontstond uit de band The Iveys, die eerder al The Panthers, The Black Velvets en The Wild Ones had geheten. In de beginperiode bestonden The Iveys, genoemd naar Ivey Place, een plein in Swansea, uit zanger-gitarist Pete Ham, gitarist David 'Dai' Jenkins en bassist Ron Griffiths. In 1964 kwam daar drummer Mike Gibbins bij. De groep verhuisde in 1966 naar Londen, waar hij onder andere in het voorprogramma van Pink Floyd stond. Een jaar later werd Jenkins vervangen door de Liverpoolse Tom Evans.
Mal Evans, een medewerker van The Beatles' Apple Records, ontdekte The Iveys in 1968. Nadat John Lennon, Paul McCartney en George Harrison enkele demo's gehoord hadden, werd een contract getekend bij het label. Eind 1968 verscheen de eerste single Maybe tomorrow, die zelfs een hitje werd in de Verenigde Staten. Er verscheen ook een gelijknamig album, maar dat werd zonder verklaring van Apple alleen in Italië, West-Duitsland en Japan en niet in Engeland en Amerika uitgebracht. Zeven van twaalf nummers kwamen later wel op Magic Christian music, hun eerste album onder de naam Badfinger, te staan.

### Badfinger bij Apple

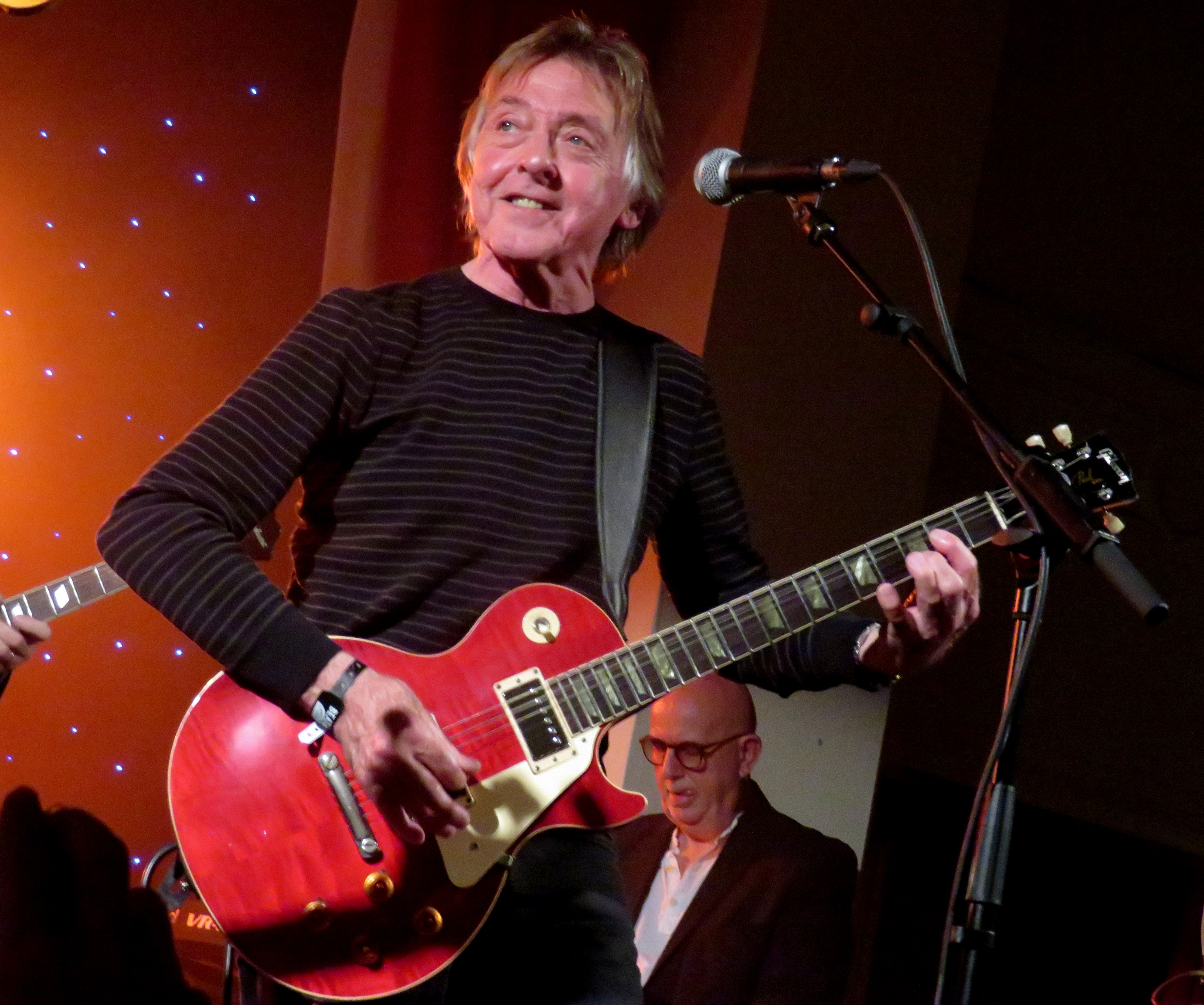
Joey Molland

De groep had zijn doorbraak in 1969 met het door McCartney geschreven nummer Come and get it. Dat nummer was geschreven voor de soundtrack van de film The magic Christian. Naast Come and get it zaten in die film  ook twee zelfgeschreven nummers van de groep. Niet lang daarna werd bassist Griffiths uit de groep gezet. De voornaamste reden was waarschijnlijk dat Griffiths getrouwd was en samen met vrouw en kind met de drie andere groepsleden in één huis woonde, wat spanningen veroorzaakte bij Tom Evans. De groep ging enkele maanden als trio door, totdat de Liverpoolse gitarist Joey Molland werd aangetrokken. Tom Evans verruilde hierna de gitaar voor de basgitaar.
Inmiddels had de groep zijn naam veranderd in Badfinger, omdat ze vaak verward werden met The Ivy League. De naam Badfinger was een verwijzing naar Bad finger boogie, een vroege werktitel van With a little help from my friends van The Beatles. John Lennon had de melodie van dat nummer namelijk gecomponeerd aan de piano met zijn middelvinger, omdat hij zijn wijsvinger bezeerd had. Onder de naam Badfinger werd het nummer Come and get it uitgebracht, dat de doorbraak van de groep betekende. McCartney zou van dit nummer een solo demo opnemen die veelal aan ¨de Beatles¨ wordt toegeschreven. In zowel Engeland als de Verenigde Staten werd de uitvoering van Badfinger een top 10-hit. De tekst gaat over de ontevredenheid van Paul McCartney over Apple. Enkele maanden nadat The magic Christian in première was gegaan, kwam Badfingers debuutalbum Magic Christian music uit.
In 1970 verscheen het tweede album van Badfinger, getiteld No dice. Dat album leverde met de single No matter what aan beide kanten van de Atlantische Oceaan de tweede top 10-hit voor de groep op. Het album bevatte daarnaast het nummer Without you, dat een jaar later door de Amerikaanse singer-songwriter Nilsson werd opgenomen en hem een nummer 1-hit opleverde. Later werd het door nog honderden artiesten gecoverd en leverde het grote hits op voor Mariah Carey en Natalia.
Hun goede relatie met The Beatles kwam van pas nadat deze in 1970 uit elkaar gingen. Zo speelden leden van Badfinger mee op de eerste soloprojecten van John Lennon, George Harrison en Ringo Starr en waren ze alle vier achtergrondmuzikanten tijdens het concert voor Bangladesh van Harrison in 1971. Andersom produceerde Harrison Straight up, het derde album van Badfinger. Op de single Day after day, de laatste top 10-hit voor de groep, is Harrison tevens te horen als gitarist en Leon Russell als pianist. Straight up was commercieel gezien het meest succesvolle album van Badfinger. Ondanks dit en positieve kritieken van muziekcritici was Badfinger wel teleurgesteld dat ze telkens vergeleken werden met The Beatles.
In september 1972 startten de opnames voor Ass, het vierde album van de groep. In deze periode had Stan Polley, de Amerikaanse manager van Badfinger, een miljoenencontract geregeld bij Warner Bros. Records voor zes albums. Apple was namelijk na het uiteengaan van The Beatles in financiële wanorde geraakt en besteedde nauwelijks aandacht aan promotie voor Badfinger. De hoes van Ass, waarop een ezel een wortel wordt voorgehouden, verwijst naar deze overstap naar Warner.

### Warner Bros. periode
Zes weken na de afronding van de Ass-sessies begon Badfinger aan hun eerste (titelloze) album voor Warner. Zowel Ass als Badfinger werd echter een commerciële en artistieke flop. Bij Ass was dit te wijten aan het wanbeleid bij Apple. Daarnaast ging Apple kort daarna in vereffening, hetgeen de groep veel geld kostte om juristen te betalen om hun auteursrechten te beschermen. Tot overmaat van ramp bleek manager Stan Polley geld achter te houden, waardoor Badfinger in een financieel dieptepunt terechtkwam. Warner leende de groep echter 600.000 dollar, waarmee Badfinger aan de slag ging om het album Wish you were here op te nemen. In tegenstelling tot de twee vorige albums kreeg dit lovende kritieken.
In de band waren ondertussen interne spanningen ontstaan, vooral tussen Pete Ham en de vrouw van Joey Molland, die zich naar Hams zin te veel met het beleid van de band ging bemoeien. Tijdens de voorbereiding op de Amerikaanse tournee ter promotie van Wish you were here stapte Ham uit de groep. Gitarist en toetsenist Bob Jackson verving hem. Ham kwam echter voor het begin van de tournee weer terug bij groep, waardoor Badfinger een vijfkoppige band werd. Tijdens de tournee kwam Warner erachter dat er meer dan 100.000 dollar was verdwenen. Manager Polley, die het geld van de groep beheerde, kon echter niet verklaren waar het geld gebleven was, waarna Warner het album Wish you were here uit de schappen liet halen. Badfinger was op dat moment op tournee ter promotie van een album dat niet verkrijgbaar was, dus dat betekende de volgende financiële tegenvaller. Badfinger besloot daarom weer snel een nieuw album op te nemen. Dit zou de naam Head first krijgen, maar Badfinger werd door Warner van het label gegooid, waardoor dit album niet uitgebracht werd. Pas in 2000 verscheen dit album op cd. In de teksten van o.a. de nummers Hey Mr. manager en Rock 'n' roll contract valt de haat tegen Polley en wanhoop te horen.

### Zelfmoord van Pete Ham
Warner daagde Badfinger Enterprises, Inc. voor de rechter en zou de zaak uiteindelijk winnen. Daarna was Polley onbereikbaar en stopte hij met het uitbetalen van het salaris van de bandleden. Pete Ham verkeerde ook nog in een relatiecrisis, waardoor hij in een depressie raakte. Op 24 april 1975 hing hij zich op 27-jarige leeftijd op in zijn garage. Op het afscheidsbriefje dat hij voor zijn vriendin en haar zoon achterliet, stond (in het Engels): "Anne, ik hou van je. Blair, ik hou van je. Ik kan niet van iedereen houden en vertrouwen. Het is beter zo. Pete. P.S. Stan Polley is een zielloze klootzak. Ik neem hem met me mee." Meer van zijn cliënten waren ontevreden over Polleys management. Jaren later zou Polley nolo contendere pleiten voor beschuldigingen van verduistering en het witwassen van geld in een andere zaak.

### Comeback en zelfmoord van Tom Evans
Na de dood van Ham ging Badfinger uit elkaar. In deze periode isoleerde Evans verwarmingsbuizen in Engeland en legde Molland vloerbedekkingen in Californië. Daarnaast probeerden de overgebleven leden tevergeefs nieuwe bands op te richten en bleven ze achtervolgd worden door rechtszaken. In 1977 kwam Molland in een nieuwe nog naamloze band terecht en beval Evans aan de andere groepsleden aan als bassist. Hun platenmaatschappij oefende druk uit om de band Badfinger te noemen en de leden gingen overstag. In 1979 werd onder de naam Badfinger het album Airwaves opgenomen. Daarna ging de groep op tournee, waar ze werd bijgestaan door Peter Clarke van Stealers Wheel als drummer, Tony Kaye van Yes als toetsenist en Spider Cobb van The Hollywood Squares als zanger-gitarist. Met Kaye werd in 1981 het album Say no more opgenomen. Beide albums leverden Badfinger een bescheiden hitje in de Billboard Hot 100 op. Later in 1981 gingen Evans en Molland weer uit elkaar.
Zowel Evans als Molland trad na 1981 korte tijd op met een band onder de naam Badfinger. Evans ging daarbij weer samenwerken met Bob Jackson en zij werden af en toe bijgestaan door Mike Gibbins. In deze periode sloten zij een contract met een zakenman die hen later weer aanklaagde en onder andere 5 miljoen dollar van Evans eiste. Evans probeerde in dezelfde periode nog royalty's te krijgen voor het nummer Without you, waarvan hij medecomponist was, maar dit geld kwam uiteindelijk bij Stan Polley terecht. Uiteindelijk ging Evans failliet. Op 19 november 1983 hing hij zich na een telefoongesprek met Molland op in zijn tuin.

### Latere jaren
In 1984 traden de overbleven leden van Badfinger: Molland, Gibbins en Jackson, nog een paar keer op in de Verenigde Staten ter ere van de twintigste verjaardag van de Britse invasie. In 1986 richtten Molland en Gibbins Badfinger opnieuw op, maar in 1990 hield Gibbins er weer mee op. Molland ging daarna met nieuwe muzikanten door onder de naam Badfinger en Joey Molland's Badfinger. In de jaren '90 verschenen een livealbum van een concert uit 1974 en enkele cd's met solomateriaal van Ham en Evans. Daarnaast kwam in 1997 een uitgebreide biografie van Badfinger uit, met de titel Without you: the tragic story of Badfinger. In 2013 kreeg Badfinger hernieuwde bekendheid door het gebruik van het nummer Baby Blue in de zeer populaire en wereldwijd succesvolle serie Breaking Bad.
Na in de jaren 2000 nog vier soloalbums met nieuw materiaal te hebben uitgebracht, overleed Mike Gibbins op 4 oktober 2005 op 56-jarige leeftijd in Oviedo, Florida in zijn slaap. Het laatst overgebleven originele bandlid Joey Molland woonde in Minnetonka, Minnesota en trad nog geregeld op, tot aan zijn eigen overlijden na een ziekbed van enige maanden, op 1 maart 2025. 

## Bezetting
De voornaamste leden van Badfinger waren:
- Pete Ham (tot 1975, overleden)
- Mike Gibbins (1964-1975, 1986-1990, overleden)
- Tom Evans (1967-1975, 1978-1983, overleden)
- Joey Molland (1969-1974, 1978-heden, overleden)

## Discografie

### Studioalbums
- 1969: Maybe Tomorrow (als The Iveys)

- 1969: Magic Christian Music
- 1970: No Dice
- 1971: Straight Up
- 1972: Ass
- 1973: Whish You Where Here
- 1974: Badfinger
- 1979: Airwaves
- 1981: Say no more
- 2000: Head First

### Compilaties/livealbums
- 1989: Shine On (alleen VK)
- 1990: The Best of Badfinger, Vol. 2
- 1990: Day After Day: Live
- 1995: Come and Get It: The Best of Badfinger

- 1997: BBC in Concert 1972–1973
- 2000: The Very Best of Badfinger
- 2002: Live 83 – DBA-BFR
- 2010: Magic Christian Music; No Dice; Straight Up; Ass (geremasterde albums op cd, met bonusnummers)
- 2010: Apple Records Extra: Badfinger
- 2013: Timeless...The Musical Legacy

### Singles
- 1969: Maybe Tomorrow
- 1969: Dear Angie
- 1969: Come and Get It
- 1970: No Matter What
- 1971: Day After Day
- 1972: Baby Blue
- 1973: Apple of My Eye
- 1974: Love Is Easy
- 1974: I Miss You
- 1979: Lost Inside Your Love
- 1979: Love Is Gonna Come at Last
- 1981: Hold On
- 1981: I Got You
- 1981: Because I Love You

## Hitnoteringen
| Single met eventuele hitnotering(en) in de Nederlandse Top 40 | Datum van verschijnen | Datum van binnenkomst | Hoogste positie | Aantal weken | Opmerkingen |
| ------------------------------------------------------------- | --------------------- | --------------------- | --------------- | ------------ | ----------- |
| Maybe tomorrow                                                |                       | 1-2-1969              | 17              | 6            | als Iveys   |
| Come and get it                                               |                       | 14-2-1970             | 21              | 5            |             |
| No matter what                                                |                       | 19-12-1970            | 25              | 4            |             |
| Day after day                                                 |                       | 5-2-1972              | 23              | 5            |             |
| Apple of my eye                                               |                       | 23-2-1974             | tip             |              |             |

| Single met hitnotering(en) in de Vlaamse Ultratop 50 | Datum van verschijnen | Datum van binnenkomst | Hoogste positie | Aantal weken | Opmerkingen      |
| ---------------------------------------------------- | --------------------- | --------------------- | --------------- | ------------ | ---------------- |
| No matter what                                       |                       | 26-12-1970            | 11              | 6            | in de BRT Top 30 |
| Day after day                                        |                       | 25-3-1972             | 20              | 1            | in de BRT Top 30 |